# Ivica Brzić
Ivan "Ivica" Brzić (Novi Sad, 28 de maio de 1941 - 2 de junho de 2014) foi um treinador e futebolista profissional sérvio, que atuava como meia.

## Carreira
Ivica Brzić fez parte do elenco da Seleção Iugoslava de Futebol da Eurocopa de 1968.[carece de fontes?]

## Títulos
- Eurocopa de 1968 - 2º Lugar